# Японский пилонос
Японский пилонос, или японская акула-пилонос (лат. Pristiophorus japonicus) — вид хрящевых рыб рода пилоносов семейства пилоносых акул. Эти акулы обитают в северо-западной части Тихого океана на глубине до 500 м. Максимальная зарегистрированная длина 136 см. Рыло вытянуто, образуя пилообразный рострум, усеянный латеральными зубцами. На роструме имеются усики. Эти акулы размножаются яйцеживорождением. Рацион состоит из мелких донных животных. Представляет незначительный интерес для коммерческого рыбного промысла.

## Ареал
Японские пилоносы обитают в северо-западной части Тихого океана и у берегов Кореи, Японии, Китая и, возможно, Филиппин. Эти акулы встречаются у дна на континентальном шельфе и в верхней части материкового склона на глубине до 500 м, а по другим данным до 800 м.

## Описание
У японских пилоносов вытянутое, слегка приплюснутое, но не уплощённое как у скатов тело. Голова также слегка приплюснута, но не растянута латерально. Рыло удлинённое и приплюснутое, вытянутое в виде пилообразного рострума с латеральными зубцами. Его длина составляет 26—29 % от длины тела. Усики, расположенные на роструме, в 1,1—1,2 раза ближе ко рту, чем к кончику рыла. На каждой стороне рострума перед усиками имеется по 15—26 крупных зубцов и 9—17 позади усиков. Края крупных зубцов гладкие. Расстояние от усиков до ноздрей почти равно дистанции между ноздрями и 1—4 жаберными щелями. Расстояние от рта до ноздрей в 1,1—1,2 раза превышает дистанцию между ноздрями. На верхней челюсти имеется 34—58 зубов.
Два спинных плавника лишены шипов у основания. Анальный плавник отсутствует. Основание первого спинного плавника расположено на уровне пространства между грудными и брюшными плавниками. Грудные плавники довольно крупные, но не крыловидные. Брюшные плавники маленькие. Рот расположен перед глазами. Имеются назальные желобки, не соединяющиеся со ртом. Губные бороздки короткие. Овальные довольно крупные глаза вытянуты по горизонтали. Третье веко отсутствует. 5 пар жаберных щелей. Позади глаз имеются крупные брызгальца. Хвостовой плавник асимметричный, верхняя лопасть удлинена, нижняя отсутствует. У крупных особей спинные и грудные плавники покрыты плакоидной чешуёй. Тело покрыто крупными заострёнными плакоидными чешуями. Максимальная зарегистрированная длина — 136 см, по другим данным 153 см.

## Биология
Японские пилоносы размножаются яйцеживорождением. В помёте до 12 новорожденных длиной около 30 см. Вероятно, ростральные крупные зубцы прорезываются незадолго до рождения, но, чтобы не нанести матери вреда они остаются прижатыми к роструму, а мелкие прорезываются между крупными уже после появления на свет, тогда же распрямляются и крупные зубцы. Самцы и самки достигают половой зрелости при длине 80—100 см и 100 см соответственно.
Рацион японских пилоносов состоит из мелких донных животных. Длинный чувствительный рострум имеет боковую линию, способную улавливать вибрацию, и оснащён электрорецепторами. Плоская голова и рыло, крупный затылочный мыщелок и специализированные шейные позвонки позволяют пилоносым акулам использовать рострум как мощное оружие, чтобы рыться в грунте и убивать жертву. Однако подобное поведение не было зафиксировано воочию, поскольку, в отличие от пилорылых скатов, этих акул не удаётся содержать в неволе. Очень короткие челюсти и удлинённая ротовая и жаберные полости дают основание предположить, что японские пилоносы способны внезапно засасывать жертву.
Акулы этого вида совершают вертикальные миграции, связанные с температурой воды, и перемещаются из мелких прибрежных вод в верхнюю часть материкового склона. На мелководье у берегов полуострова Идзу они встречаются только ранней весной, когда вода ещё не прогрелась.

## Взаимодействие с человеком
Японские пилоносы не представляют опасности для человека, однако при обращении с ними следует соблюдать осторожность, поскольку острые ростральные зубцы способны сильно поранить. Эти акулы попадаются в качестве прилова при целевом промысле с помощью жаберных сетей, тралов и донных ярусов. Пилоносы часто запутываются в сетях своим рострумом. В Японии их мясо высоко ценится, вероятно, из него готовят камабоко. Данных для оценки Международным союзом охраны природы статуса сохранности вида недостаточно.
.